# Wilhelm von Reisberg
Wilhelm von Reisberg OSB (auch: Wilhelm von Reissberg, * vor 1350; † 1. November 1391 in Admont) war ein salzburgischer römisch-katholischer Geistlicher und von 1384 bis 1391 Abt der Benediktinerabtei St. Blasius zu Admont.

## Leben und Wirken
Bei der Abtswahl 1384 wurde der Konventuale Wilhelm von Reisberg, der als vir litterarum et oeconomiae studiosissimus geschildert wird, einstimmig zum Abt gewählt. Die auf Burg Reisberg bei Wolfsberg (Kärnten) ansässigen Herren von Reisberg waren seit langem wichtige Salzburger Ministerialen. Von 1429 bis 1441 regierte ein Johann II. von Reisberg als Erzbischof von Salzburg, von 1431 bis 1443 ein Konrad von Reisberg als Bischof von Seckau. Ein Georg von Reisberg, wohl ein Bruder des Admonter Abtes, war 1385 bis 1389 Richter zu Admont und wurde dann Propst zu Mautern.
Unter Abt Wilhelm von Reisberg erfolgten bedeutende Gütererwerbungen, darunter ein Teil der späteren Besitzungen der admontischen Propstei Gstatt bei Öblarn. Der Abt betrieb auch den gotischen Ausbau der Westtürme der Stiftskirche, in deren einen er eine Kapelle errichtete. In der Stiftskirche stiftete er einen neuen Altar des hl. Blasius und eine geschnitzte Selbdritt. Sein Wappen zeigt in goldenem Schild einen schwarzen Schrägbalken.